# Santisukia
Santisukia, biljni rod iz porodice katalpovki smješten u tribus paleotropske klade . Sastoji se od dvije vrste drveća, obje su tajlandski endemi. . 

## Etimologija
Rod je dobio ime u čast profesora Thawatchaija Santisuka, višeg botaničara Šumskog herbarija (BKF). 

## Opis
Rod je ograničen na na vapnenačka brda. Anatomske karakteristike mogu se koristiti za razlikovanje dviju vrsta: S. kerrii ima bifacijalno lišće, a S. pagetii ima unifacijalno. Unifacijalni listovi obavljaju sve iste funkcije kao i bifacijalni, ali su anatomski jednostrani.

## Vrste
1. Santisukia kerrii (Barnett & Sandwith) Brummitt
2. Santisukia pagetii (Craib) Brummitt

## Sinonimi
- Barnettia Santisuk; Kew Bull. 28(2): 172 (1973)